# Oligoclada laetitia
Oligoclada laetitia – gatunek ważki z rodziny ważkowatych (Libellulidae). Występuje na terenie Ameryki Południowej.